# Gabriel Rojas
Gabriel Hernán Rojas (Almirante Brown, 22 giugno 1997) è un calciatore argentino, difensore del Racing Club.

## Caratteristiche tecniche
È un terzino sinistro.

## Carriera

### Club
Cresciuto nelle giovanili del San Lorenzo, ha esordito il 18 novembre 2016 in occasione del match di Copa Argentina perso ai rigori contro il Gimnasia (LP).

### Nazionale
Ha giocato nella nazionale argentina Under-20.

## Statistiche

### Presenze e reti nei club
Statistiche aggiornate al 2 aprile 2025.
| Stagione           | Squadra            | Campionato         | Campionato | Campionato | Coppe nazionali | Coppe nazionali | Coppe nazionali | Coppe continentali | Coppe continentali | Coppe continentali | Altre coppe | Altre coppe | Altre coppe | Totale | Totale | Totale |
| Stagione           | Squadra            | Comp               | Pres       | Reti       | Comp            | Pres            | Reti            | Comp               | Pres               | Reti               | Comp        | Pres        | Reti        | Pres   | Reti   |        |
| ------------------ | ------------------ | ------------------ | ---------- | ---------- | --------------- | --------------- | --------------- | ------------------ | ------------------ | ------------------ | ----------- | ----------- | ----------- | ------ | ------ | ------ |
| 2016               | San Lorenzo        | PD                 | 0          | 0          | CA              | 1               | 0               | CL+CS              | -                  | -                  | -           | -           | -           | 1      | 0      |        |
| 2016-2017          | San Lorenzo        | PD                 | 13         | 0          | CA              | 2               | 0               | CL                 | 8                  | 0                  | -           | -           | -           | 23     | 0      |        |
| 2017-2018          | San Lorenzo        | PD                 | 17         | 0          | CA              | 2               | 0               | CS                 | 5                  | 0                  | -           | -           | -           | 24     | 0      |        |
| 2018-2019          | San Lorenzo        | PD                 | 11         | 0          | CA              | 0               | 0               | CL                 | 0                  | 0                  | -           | -           | -           | 11     | 0      |        |
| lug.-dic. 2019     | Peñarol            | PD                 | 17+2       | 0          | -               | -               | -               | CS                 | -                  | -                  | -           | -           | -           | 19     | 0      |        |
| gen.-giu. 2020     | Peñarol            | PD                 | 2          | 0          | -               | -               | -               | CL                 | 2                  | 0                  | -           | -           | -           | 4      | 0      |        |
| Totale Peñarol     | Totale Peñarol     | Totale Peñarol     | 19+2       | 0          |                 | -               | -               |                    | 2                  | 0                  |             | -           | -           | 23     | 0      |        |
| giu.-dic. 2020     | San Lorenzo        | PD                 | 0          | 0          | CA+CdL          | 0+5             | 0               | -                  | -                  | -                  | -           | -           | -           | 5      | 0      |        |
| 2021               | San Lorenzo        | PD                 | 11         | 0          | CA+CdL          | 1+7             | 0+1             | CL+CS              | 3+2                | 0                  | -           | -           | -           | 24     | 1      |        |
| gen.-giu. 2022     | San Lorenzo        | PD                 | 0          | 0          | CA+CdL          | 0+6             | 0               | -                  | -                  | -                  | -           | -           | -           | 6      | 0      |        |
| Totale San Lorenzo | Totale San Lorenzo | Totale San Lorenzo | 52         | 0          |                 | 24              | 1               |                    | 18                 | 0                  |             | -           | -           | 94     | 1      |        |
| 2022-feb. 2023     | América            | LMX                | 19         | 0          | -               | -               | -               | -                  | -                  | -                  | -           | -           | -           | 19     | 0      |        |
| 2023               | Racing Club        | PD                 | 16         | 1          | CA+CdL          | 2+13            | 1+0             | CL                 | 10                 | 1                  | SI          | -           | -           | 41     | 3      |        |
| 2024               | Racing Club        | PD                 | 19         | 1          | CA+CdL          | 2+11            | 0               | CS                 | 10                 | 0                  | -           | -           | -           | 42     | 1      |        |
| 2025               | Racing Club        | PD                 | 7          | 0          | CA              | 0               | 0               | CL                 | 1                  | 0                  | RS          | 2           | 0           | 10     | 0      |        |
| Totale Racing Club | Totale Racing Club | Totale Racing Club | 42         | 2          |                 | 28              | 1               |                    | 21                 | 1                  |             | 2           | 0           | 93     | 4      |        |
| Totale carriera    | Totale carriera    | Totale carriera    | 175        | 2          |                 | 55              | 2               |                    | 54                 | 1                  |             | 2           | 0           | 286    | 5      |        |

## Palmarès

### Competizioni internazionali
- Coppa Sudamericana: 1

Racing Club: 2024
- Recopa Sudamericana: 1

Racing Club: 2025